# Jones Very
Pour les articles homonymes, voir Very.
Jones Very (né le 28 août 1813 à Salem - mort le 8 mai 1880 à Salem) est un essayiste, poète, pasteur unitarien et mystique américain affilié au mouvement transcendantaliste. Il est surtout connu pour être le spécialiste universitaire de William Shakespeare et en particulier de ses sonnets.

## Biographie
Jones Very, est né le 28 août 1813 à Salem, dans le Massachusetts. Il est l’aîné d'une fratrie de six enfants, nés hors mariage, son père, également appelé Jones Very, un capitaine de marine qu'il accompagnait régulièrement dans ses voyages maritimes décède en 1824, sa mère Lydia Very était une athée convaincue En 1834, étudiant brillant, il est admis directement en deuxième année à l'Université Harvard. Pendant ses études il approfondit sa connaissance des œuvres de Lord Byron, William Wordsworth, Samuel Taylor Coleridge, William Cullen Bryant, Johann Wolfgang von Goethe et de Friedrich von Schiller.
Successivement en 1835 et 1836, il publie des essais qui lui font remporter le Bowdoin Prizes (en) qui récompense des travaux en littérature classique. Il publie régulièrement des poèmes dans le Salem Observer (en), The Knickerbocker (en) et Harvardiana (en), la revue littéraire des étudiants de Harvard.
Trois de ses essais qui feront date sont publiés en 1839 : Epic Poetry, Hamlet, Shakespeare.
En 1836, après l'obtention de son diplôme, il est engagé comme Assistant de grec ancien à Harvard.
Parallèlement, Jones Very entame des études de théologie à la Harvard Divinity School à partir de 1836. Il est nommé pasteur de l'église unitarienne, il prêchera dans le Maine, le Massachusetts et le Rhode Island, il rédige plus de 117 sermons.
En 1838, le second de ses essais sur la poésie épique attire l'attention d'Elizabeth Peabody, (belle-sœur de Nathaniel Hawthorne), une figure de l'unitarisme, qui le fait connaître auprès de Ralph Waldo Emerson. Ce dernier l'invite à faire une lecture publique au Concord Lyceum, (Lyceum movement) dans le New Hampshire, Emerson est conquis et soutiendra Jones Very dans sa vocation de poète, et le fait entrer dans le cercle des transcendantalistes.Il fera une dédicace de son essai Nature: « Harmony of Man with Nature Must Be Reconciled With God » (« L'harmonie de l'homme avec la nature doit passer par la réconciliation avec Dieu »). Jones Very en fera un commentaire que l'on retrouve dans l'édition de Essays and Poems, faite par Charles C. Little et James Brown (publisher) (en), en 1839,.
Dans sa quête mystique il est dans un effacement de soi radical afin que le Christ parle par lui, ce qui aurait pu rester une démarche mystique devient une délire car déformé par ses troubles de la personnalité de type probablement bi-polaire avec une comorbidité schizophrénique. Ses conférences sont émaillées de grandes déclarations exaltées qui le font passer pour un excentrique, puis pour un fou.
En septembre 1838, à la suite d'une crise d'élation, il est interné à l’hôpital McLean de Charlestown, il en sortira le 17 octobre 1838. Il est déchargé de ses fonctions d'assistant par le président de l'Université de Harvard.
Il se dévoue alors à la prédication unitarienne, mais ne renonçant en rien à la conviction que, par lui, parlait le Christ annonçant sa Parousie. Autour de lui les personnes s'interrogent, s'agit-il d'un fou en Dieu ou d'un fou tout court, !?
 En 1839, à 26 ans, ses troubles de la personnalité s'aggravent et progressivement ne lui permettent plus d'apparaître au sein du mouvement unitarien et le condamnent à vivre en reclus.
Jones Very passe ses dernières années à Salem en solitaire sous les soins de sa sœur Lydia, dès 1858, il se retire de toute vie sociale et littéraire. Il meurt le 8 mai 1880 dans l'indifférence complète.

## Regards sur l'œuvre
Dans un premier temps il est influencé par Byron, Goethe et Shakespeare. La rédaction de ses premiers poèmes sont inspirés par William Wordsworth.
Son œuvre s'inscrit dans le mouvement de la poésie lyrique, inaugurée par Emily Dickinson, Walt Whitman, plusieurs poètes se rattachent à ce mouvement : Herman Melville, Henry David Thoreau, Edgar Allan Poe et Ralph Waldo Emerson qui influencera la pensée de Jones Very.
L’œuvre de Jones Very fut redécouverte en 1936, grâce à un article d'Ivor Winters : Jones Very: A New England Mystic, pour la revue American Review (literary journal) (en). Cette redécouverte a permis l'élaboration d'une édition critique des œuvres complètes de Jones Very, qui est reprise par les éditions suivantes.

## Œuvres

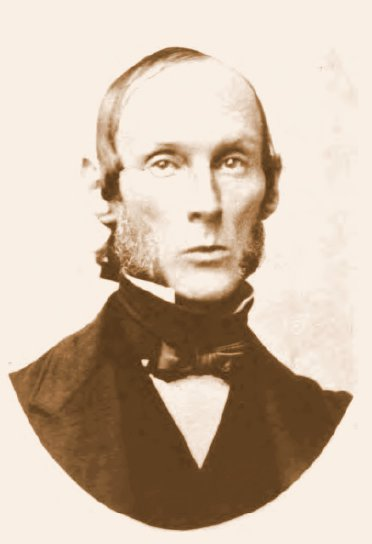
Jones Very

- Essays and Poems, édités par Charles C. Little et James Brown, 1839[6]
- The Complete Poems, éd. University of Georgia Press, 1993
- Essays and Poems, éd. University of Michigan Library, 2006
- Essays and Poems, éd. Macnutt Press, 2008
- Works of Jones Very, éd. The Perfect Library, 2013